# Unterseeboot 458
L'Unterseeboot 458 ou U-458 est un sous-marin allemand (U-Boot) de type VIIC utilisé par la Kriegsmarine pendant la Seconde Guerre mondiale.
Le sous-marin fut commandé le 16 juin 1940 à Kiel (Deutsche Werke), sa quille fut posée le 16 octobre 1940, il fut lancé le 4 octobre 1941 et mis en service le 12 décembre 1941, sous le commandement de l'Oberleutnant zur See Kurt Diggins.
Il fut coulé en Méditerranée en août 1943, par des destroyers alliées.

## Conception
Unterseeboot type VII, l'U-458 avait un déplacement de 769 tonnes en surface et 871 tonnes en plongée. Il avait une longueur totale de 67,10 m, un maître-bau de 6,20 m, une hauteur de 9,60 m et un tirant d'eau de 4,74 m. Le sous-marin était propulsé par deux hélices de 1,23 m, deux moteurs diesel Germaniawerft M6V 40/46 de 6 cylindres en ligne de 1 400 cv à 470 tr/min, produisant un total de 2 060 à 2 350 kW en surface et de deux moteurs électriques Siemens-Schuckert GU 343/38-8 de 375 cv à 295 tr/min, produisant un total 550 kW, en plongée. Le sous-marin avait une vitesse en surface de 17,7 nœuds (32,8 km/h) et une vitesse de 7,6 nœuds (14,1 km/h) en plongée. Immergé, il avait un rayon d'action de 80 milles marins (150 km) à 4 nœuds (7,4 km/h; 4,6 milles par heure) et pouvait atteindre une profondeur de 230 m. En surface son rayon d'action était de 8 500 milles nautiques (soit 15 700 km) à 10 nœuds (19 km/h). 
L'U-458 était équipé de cinq tubes lance-torpilles de 53,3 cm (quatre montés à l'avant et un à l'arrière) qui contenait quatorze torpilles. Il était équipé d'un canon de 8,8 cm SK C/35 (220 coups) et d'un canon antiaérien de 20 mm Flak. Il pouvait transporter 26 mines TMA ou 39 mines TMB. Son équipage comprenait 4 officiers et 40 à 56 sous-mariniers.

## Historique
Il sert dans la 8. Unterseebootsflottille (flottille d'entrainement) jusqu'au 30 juin 1942, dans la 3. Unterseebootsflottille jusqu'au 31 octobre 1942 et dans la 29. Unterseebootsflottille jusqu'à sa perte.
Il navigue dans l'Atlantique Nord lors de sa première patrouille, d'une durée de 68 jours et coule deux navires marchands pour un total de 7 584 tonneaux.
Il est ensuite affecté en Méditerranée, passant le détroit de Gibraltar durant la nuit du 10 au 11 octobre 1942 et arrivant à La Spezia quatre jours plus tard.
Le 13 novembre 1942, l'U-458 est attaqué et fortement endommagé par un Lockheed Hudson du No. 500 Squadron RAF (en). Il rejoint La Spezia deux jours plus tard.
Le 2 juillet 1943, l'U-458 est percuté et endommagé par un bâtiment d'escorte allié.
Il est coulé le 22 août 1943 au sud de la Sicile à la position 36° 25′ N, 12° 39′ E, par les grenades du destroyer britannique HMS Easton et du destroyer grec Pindos (en).
Huit des 47 membres d'équipage meurent dans cette attaque.

## Affectations
- 8. Unterseebootsflottille du 12 décembre 1941 au 30 juin 1942 (Période de formation).
- 3. Unterseebootsflottille du 1er juillet 1942 au 31 octobre 1942 (Unité combattante).
- 29. Unterseebootsflottille du 1er novembre 1942 au 22 août 1943 (Unité combattante).

## Commandement
- Kapitänleutnant Kurt Diggins du 12 décembre 1941 au 22 août 1943.

## Patrouilles
|       | Commandant          | Départ           | Départ      | Arrivée          | Arrivée     | Jours     | Succès  |
| ----- | ------------------- | ---------------- | ----------- | ---------------- | ----------- | --------- | ------- |
| 1     | Kptlt. Kurt Diggins | 21 juin 1942     | Kiel        | 27 août 1942     | St. Nazaire | 68 jours  | 7 584   |
| 2     | Kptlt. Kurt Diggins | 1er octobre 1942 | St. Nazaire | 15 octobre 1942  | La Spezia   | 15 jours  |         |
| 3     | Kptlt. Kurt Diggins | 26 octobre 1942  | La Spezia   | 15 novembre 1942 | La Spezia   | 21 jours  |         |
| 4     | Kptlt. Kurt Diggins | 6 février 1943   | La Spezia   | 11 mars 1943     | Toulon      | 34 jours  |         |
|       | Kptlt. Kurt Diggins | 19 mai 1943      | Toulon      | 19 mai 1943      | Toulon      | 1 jours   |         |
| 5     | Kptlt. Kurt Diggins | 25 mai 1943      | Toulon      | 31 mai 1943      | Toulon      | 7 jours   |         |
| 6     | Kptlt. Kurt Diggins | 21 juin 1943     | Toulon      | 6 juillet 1943   | Toulon      | 16 jours  |         |
| 7     | Kptlt. Kurt Diggins | 14 août 1943     | Toulon      | 22 août 1943     | Coulé       | 9 jours   |         |
| Total | Total               | Total            | Total       | Total            | Total       | 171 jours | 7 584 t |

Note : Kptlt. = Kapitänleutnant

### Opérations Wolfpack
L'U-458 opéra avec les Wolfpacks (meute de loups) durant sa carrière opérationnelle.
- Tümmler (1er – 11 octobre 1942)

## Navires coulés
L'U-458 coula 2 navires marchands pour un total de 7 584 tonneaux au cours des 7 patrouilles (171 jours en mer) qu'il effectua.
| Date         | Nom      | Nationalité | Tonnage | Fait  |
| ------------ | -------- | ----------- | ------- | ----- |
| 30 juin 1942 | Mosfruit | Norvège     | 2 714   | Coulé |
| 5 août 1942  | Arletta  | Royaume-Uni | 4 870   | Coulé |